# Entenbucht
Die Entenbucht ist eine kleine Nebenbucht im Westen der Cumberland West Bay an der Nordküste Südgeorgiens. Sie liegt südwestlich des Jason Harbour. Nordwestlich erstreckt sich der Enten Lake.
Der deutsche Zoologe und Arzt August Emil Alfred Szielasko (1864–1928), der dieses Gebiet bei einem Besuch Südgeorgiens im Jahr 1906 kartierte, gab der Bucht ihren Namen. Namensgeber ist vermutlich die hier brütende endemischen Unterart der Spitzschwanzente (englisch South Georgia pintail, lateinisch Anas georgica georgica).